# Sofiadalen
Sofiadalen (bulgariska: Софийска котловина, Sofijska kotlovina, eller Софийско поле, Sofijsko pole) är en dal belägen centralt i västra Bulgarien, uppkallad efter huvudstaden Sofia som ligger i dalen. Den ligger mellan Balkanbergen i nordost, bergen Viskjar, Ljulin, Vitosja och Lozenska planina i sydväst, Vakarel i sydost och de låga Slivnitsahöjderna i nordväst. 
Efter att dalbotten bildats blockerades floden Iskăr och hela dalen blev en insjö, som bildade den sand- och leraktiga jorden som nu täcker det mesta av dalen. Insjön försvann när floden grävde sig genom Balkanbergen och bildade Iskărklyftan. 
Sofiadalen har många mineralkällor, som Gorna Banja, Pantsjarevo och Bankja. Dessa källor och den seismiska aktiviteten kommer som resultat av störningen i dalen. 

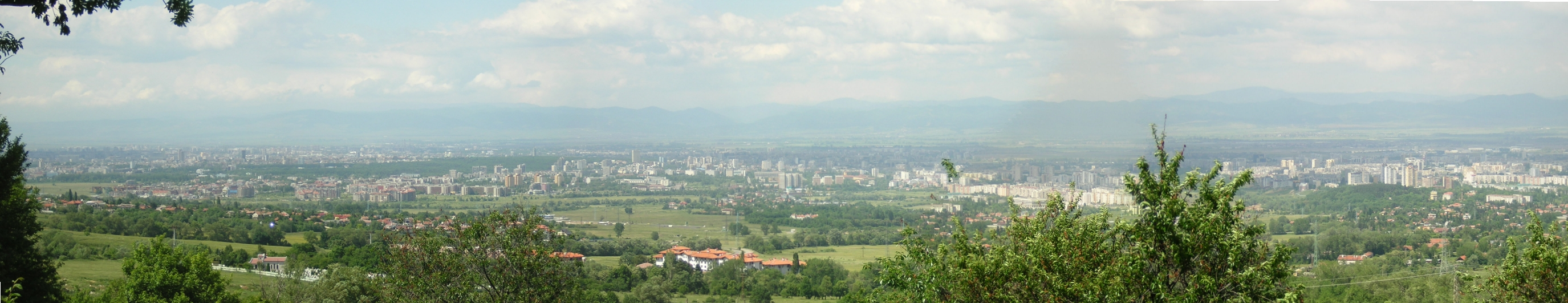
Utsikt över Sofia och Sofiadalen från Vitosja. Man kan se Balkanbergen vid horisonten; Iskărklyftan är i mitten av bilden.